# Aleksandar Tonev
Aleksandar Antonov Tonev (Bulgaars: Александър Тонев) (Elin Pelin, 3 februari 1990) is een Bulgaars voetballer die bij voorkeur als linkerflankspeler speelt. Hij verruilde in augustus 2015 Aston Villa FC voor Frosinone Calcio. Hij debuteerde in 2011 in het Bulgaars voetbalelftal.
Aston Villa verhuurde Tonev gedurende het seizoen 2014-2015 aan Celtic.

## Clubcarrière
Tonev komt uit de jeugdacademie van CSKA Sofia. Hij debuteerde op 8 maart 2008 in de Bulgaarse voetbalcompetitie tegen Belasitsa Petritsj. Tijdens het seizoen 2009/10 werd hij uitgeleend aan reeksgenoot Sliven. Op 16 juni 2011 tekende hij bij het Poolse Lech Poznań. Hij debuteerde op 29 juli 2011 in de Ekstraklasa tegen ŁKS Łódź. Op 25 augustus 2011 scoorde hij zijn eerste doelpunt voor Lech Poznań. In twee seizoenen scoorde hij in totaal 7 doelpunten uit 54 competitiewedstrijden voor Lech Poznań. Op 7 juni 2013 werd hij voor 3,2 miljoen euro verkocht aan Aston Villa. Hij tekende een vierjarig contract bij de club uit Birmingham. Hij debuteerde voor The Villans in de Premier League op 21 augustus 2013 op Stamford Bridge tegen Chelsea. Hij viel na 82 minuten in voor Karim El Ahmadi.

## Interlandcarrière
Op 11 oktober 2011 debuteerde Tonev voor Bulgarije tegen Wales. Op 22 maart 2013 scoorde hij zijn eerste interlanddoelpunten voor Bulgarije in een WK-kwalificatiewedstrijd tegen Malta.

## Palmares
Celtic FC
- Landskampioen Schotland

2015